# Ебергард I (граф Вюртембергу)
Ебергард I Славетний (нім. Eberhard I. der Erlauchte; 13 березня 1265 – 5 червня 1325) — 7-й граф Вюртембергу в 1279—1325 роках. Вів постійні війни з сусідами та королями Німеччини із перемінним успіхом, але наприкінці життя зумів значно розширити кордони своєї держави.

## Життєпис
Походив з Вюртемберзького дому. Син Ульріха I, графа Вюртембергу, та його другої дружини Агнеси Лігніцької. Народився 1265 року в Штутгарті. Того ж року після смерті батька графство Вюртемберг успадкував зведений брат Ульріх II. Після смерті останнього 1279 року Ебергард I стає новим графом. Втім перебував під опікою родича графа Гартмана II фон Грюнінгена. Після смерті того 1280 року остаточно перебрав владу в Вюртемберзі.
Невдовзі стикнувся з наміром Рудольфа I Габсбурга, короля Німеччини, відновити Швабське герцогство в рамках повернення імперії земель, втрачених під час антикоролів Генріха Распе і Вільгельма Голландського. Для початку Швабією став керував ландфогт Нижньошвабський Альбрехт II фон Гогенберг-Ротенбург при неповнолітньому Рудольфі Габсбургу, синові короля. Ебергард I відмовився повертати землі, які приєднав ще його батько, внаслідок чого почалася війна з Габсбургами. У 1286 році Рудольф I взяв в облогу Штутгарт, в 1287 році він захопив або знищив усі поселення навколо Штутгарта. Втім Ебергард I утримав основні міста та замки, в результаті чого німецький король відступив. Країна була сплюндрована, але залишилася за Ебергардом.
В подальшому на початку правління нового короля Німеччини Адольфа I граф Вюртембергу зумів підтвердити свої володіння. Втім згодом стосунки з королем погіршилися через бажання Адольфа I спиратися на імперські міста Швабії, тим самим обмежуючи зазіхання Вюртембергу та інших швабських графств. Вже 1295 року відкрито виступив проти німецького короля, проти якого боровся до 1298 року.
При обранні наступного короля Німеччини в обмін на свій голос отримав від Альбрехта I Габсбурга підтвердження прав на усі володіння, а невдовзі посаду ландфогта Нижньої Швабії. Ебергард I використав це для розширення своїх земель — придбав замок Штеффельн, графства Нойффен і Асперг, половину графства Кальв, значну частину володінь герцогів Тек — Марбах, Мурр, Кіршберг, Рудольфсберг, Вайзінген.
Зберігав вірність Габсбургу, на боці якого виступив проти Вацлава III, короля Богемії. 1300 року оголосив Штутгарт своєю столицею. У 1306 році підтримав Рудольфа ІІІ Габсбурга в боротьбі за трон Богемії. Втім вже невдовзі став на бік богемських станів проти нового короля. 1307 року на боці Альбрехта I воював проти Рудольфа I Вітельсбаха, пфальцграфа Рейнського.
1308 року Ебергард I виступив проти імперських міст Швабії. 1309 року новий король Німеччини Генріх Люксембург втрутився в цю війну на боці Швабії, а на Ебергарда I було накладено імперську опалу. На чолі швабських військ виступили рейхсландфогт Конрад IV фон Вайнсберг і фельдкапітан Готфрід I, пфальцграф Тюбінгену.
Основні військові дії почалися навесні 1311 року. Ебергард I зазнав поразки, втративши практично усі володіння зі столицею Штутгарт, а більшість інших його міст стали залежними від імперського міста Есслінген. Лише смерть Генріха VII 1313 року та політична ситуація у 1314 році, коли було обрано двох королів — Лідвіга IV Віттельсбаха і Фрідріха III Габсбурга. Маневруючи між ними, Ебергард I зумів до 1316 року повернути собі усі володіння, а потім навіть трохи їх збільшити.
1322 року після битви під Мюльдорфом остаточно перейшов на бік Віттельсбаха. 1324 року відзначився у поході проти Богемського королівства, отримавши здобич. Разом з тим активно скуповував панства та інші володіння у збіднілої шляхти Швабії, збільшивши власні володіння в 1,5 рази. Помер 1325 року. Йому спадкував син Ульріх III.

## Родина
1. Дружина — Адельгейда фон Верденберг-Гайлігенберг
діти:
- Ульріх (бл. 1285—1315)
- Агнес (д/н — бл. 1349), дружина Генріха фон Верденберг-Зарганс-Трохтельфінген

2. Дружина — Маргарита, донька Фрідріха III, герцога Лотарингії
Діти:
- Ульріх (бл. 1291—1344), 8-й граф Вюртемберга

3. Дружина — Ірменгарда, донька Рудольфа I. маркграфа Бадену
Діти:
- Агнеса (бл. 1295—1317),
- Аделаїда Матильда (д/н — 1342), дружина Крафта II фон Гогенлое
- Ірменгарда (д/н — 1329)

1 бастард